# Jeu d'entreprise
Jeu d'entreprise, aussi dénommé simulation d'entreprise, jeu de simulation d'entreprise ou business game, est un outil pédagogique sous la forme d'un jeu de rôle, utilisé dans les écoles de commerce.
L'objectif principal de ces jeux est d'immerger les participants dans un environnement d'entreprise fictif, où ils doivent prendre des décisions stratégiques, opérationnelles et financières pour gérer une entreprise.

## Définitions
Le jeu d'entreprise est un outil pédagogique permettant la découverte et l'utilisation de savoirs, savoir-faire, savoir-être liés à l'entreprise, de manière concrète, ludique et interactive. Depuis l'avènement de l'informatique, cet outil pédagogique s'appuie sur un logiciel modélisant un environnement concurrentiel. Les entreprises sont gérées par les participants à l'action pédagogique (les élèves), regroupés en équipes (généralement concurrentes).

## Principes pédagogiques
Le principe pédagogique est l'immersion virtuelle des participants dans un environnement concurrentiel, en tant que gestionnaire d'une entreprise. L'apprenant devient acteur de la formation, puisqu'il est au centre du cycle de décisions: il analyse, il décide, il agit, il constate les résultats, et il repart dans un nouveau cycle. Ce processus itératif permet d' "apprendre en faisant".

## Objectifs pédagogiques
Le jeu d'entreprise permet aux participants de vivre une expérience unique à travers une mise en situation réelle, et notamment un travail en équipe, avec tout ce que cela comporte : répartition des tâches, remise de travaux en urgence, décisions stratégiques communes etc.
L'objectif du jeu d'entreprise est clairement de permettre au participant de devenir acteur de sa formation, et non simple spectateur.

### Fonctionnement de base
Il existe de nombreuses versions différentes de jeux d'entreprise. Le schéma le plus traditionnel reprend le principe du jeu en tour par tour (classique dans les jeux de société) dans lequel les joueurs sont en compétition.
Les apprenants sont alors regroupés en équipes, qui chacune représente une entreprise. Ces entreprises se retrouvent en concurrence sur un marché, et doivent agir pour obtenir la « meilleure » performance (les objectifs peuvent être différents suivant les équipes, donc le terme "meilleur" est relatif).
À partir de données initiales sur l'entreprise (données identiques ou non selon le scénario choisi) et son environnement, chaque équipe doit :
- analyser la situation présente (concurrence, évolution des marchés, ressources et capacités de l'entreprise);
- faire des choix (stratégie, développement, etc.);
- puis prendre des décisions sur des variables marketing (ciblage, mix), commercial (moyens, mix), de gestion financière (financement des investissements, coûts, marges), de production (volumes, achats)…

Ces décisions sont saisies sur un ordinateur central (ou via Internet directement par les participants). Le logiciel les compare, prend en compte les nouveaux paramètres de la conjoncture, et simule une période d'activité de l'entreprise (1 mois, 1 trimestre, 1 année virtuelle, variable suivant les logiciels). Les résultats de la période passée sont alors imprimés, et remis aux participants. Un nouveau cycle de décisions peut alors être joué.

### Types de jeux et scénarios
Il existe différents « niveaux » de jeu d'entreprise:
- Le jeu d'introduction à la gestion : généraliste et simple, il met en œuvre un petit nombre de variables et permet d'aborder les principales problématiques de la gestion d'une entreprise.
- Le jeu d'approfondissement : il développe une dimension spécifique (par exemple marketing, ou comptable…) de la gestion d'une entreprise.
- Le jeu d'immersion : il multiplie les variables de manière à plonger les participants dans un univers complexe qui est censé représenter la "vraie vie" de l'entreprise. Ce jeu est à réserver en fin de cursus, car difficile à exploiter pédagogiquement.

Les ordres papier et les saisie directes sur ordinateur : initialement, la plupart des jeux d'entreprise permettaient aux participants de saisir leurs décisions sur des supports papier qui étaient ensuite traités par les animateurs. Avec l'apparition de l'informatique, les animateurs saisissent eux-mêmes (en les recopiant) les décisions. Avec l'apparition des réseaux, les logiciels permettent de plus en plus souvent la saisie directement par les participants. Cette innovation technique peut cependant couper le lien entre participant et animateur, voire entre les participants eux-mêmes. On retombe alors sur les jeux d'entreprise type Internet, évoqués plus bas (Animation du Jeu). Car le but des jeux d'entreprise demeure pédagogique, et l'important n'est ni de gagner (pour les participants), ni de saisir des ordres (pour les animateurs), mais d'y réfléchir et d'en discuter tous ensemble.
À compléter, sur les scénarios de création, de reprise d'un existant, avec entreprises en situation similaire ou divergente.

### Prises de décision
Les participants aux jeux d'entreprise sont amenés à prendre des décisions dans l'ensemble des domaines stratégiques de leur entreprise virtuelle : marketing, production, communication, finance, ressources humaines…
Plusieurs exemples de prises de décision :
- marketing : prix du ou des produits(s), budget alloué à la promotion des produits…
- production : investissement machine(s), achat de matières premières, nombre de produits fabriqués…
- communication : budget communication…
- finance: emprunt bancaire, durée de l'emprunt, placement trésorerie…
- ressources humaines : embauche d'ouvriers, de commerciaux, licenciement, budget formation…

### Animation du jeu
Quel que soit le jeu d'entreprise, la qualité du séminaire est déterminée par la qualité de l'animation.
En ce sens, il faut distinguer les jeux d'entreprise qui sont des supports de formation, et qui se déroulent en présentiel, des jeux d'entreprise sur Internet, où les joueurs et l'animateur-modérateur ne se rencontrent pas, et où il s'agit de "jouer pour jouer" (ou pour sélectionner). Ces jeux sont des simulations virtuelles qui s'apparentent davantage aux jeux en ligne massivement multijoueur, et dont l'objectif pédagogique devient très secondaire (voire inexistant).
L'animation du jeu d'entreprise, faite par un animateur (formateur/enseignant), est nécessaire pour :
- expliquer et détailler le fonctionnement du jeu aux apprenants ;
- aider les apprenants à comprendre les données, à construire des raisonnements pour analyser, puis pour décider ;
- utiliser le logiciel afin de définir le scénario de départ, puis intégrer les décisions des équipes et restituer les résultats.
- faire la synthèse et tirer les enseignements des situations vécues, et de la manière dont elles ont été abordées, traitées, solutionnées par les équipes.

Un des rôles clés de l'animateur est de donner au jeu un rythme amenant les apprenants à s'immerger dans le contexte, à décider en temps réel. Le rythme et l'enchaînement des séquences permet de travailler sur :
Des aspects humains:
- la dynamique de groupe;
- la prise de décision sous contraintes et en temps limité.

Des mises en pratique d'éléments théoriques:
- la manipulation des concepts stratégiques ou marketing (positionnement concurrentiel, marketing mix...)
- la compréhension de la gestion, de la comptabilité, et de la logique financière d'entreprise: bénéfice, trésorerie, flux financiers...

À compléter sur exemples de calendriers
Il existe différents modes d'animation des jeux d'entreprise: Séminaires sur une période bloquée (par exemple deux ou trois jours) ou répartis sur une longue période, en fil rouge (par exemple deux heures hebdomadaires pendant deux ou trois mois).
C'est donc à l'animateur d'évaluer comment l'outil "jeu d'entreprise" doit être manipulé pour lui permettre d'atteindre les objectifs pédagogiques auprès de son public.

## Apports d'un jeu d'entreprise
Un jeu d'entreprise apporte aux apprenants :
- sur le plan du travail d'équipe :
  - répartition du travail en fonction des compétences (plutôt marketing, finance, production, RH, …),
  - mise en commun d'un travail individuel (ou en binôme),
  - gestion des conflits à l'intérieur de l'équipe (choix des objectifs, désaccords sur l'analyse ou sur les décisions, ...) ;
- sur le plan de la prise de décision :
  - en temps limité,
  - en univers incertain (que vont faire les concurrents ?),
  - mais aussi avec une information (parfois surabondante et non triée),
  - sur le plan du comportement concurrentiel ;
- sur le plan de la méthodologie d'analyse/décision :
  - choix des objectifs - définition des stratégies pour les atteindre,
  - réflexion sur les informations nécessaires à l'analyse et la prise de décision en fonction de ces objectifs,
  - mise en cohérence des décisions opérationnelles avec les choix stratégiques.

## Logiciels de jeu d'entreprise
Les jeux d'entreprises, existent depuis très longtemps. Initialement, ils étaient structurés autour de jeux de plateau (jeux de société comme le Monopoly, etc.) ou jeux de cartes. Depuis la fin du vingtième siècle, ils utilisent généralement aujourd’hui des supports informatiques (logiciels) qui modélisent l'environnement concurrentiel, les interactions entre les entreprises, et permettent de confronter les décisions des différentes équipes afin de générer des résultats quantifiés :
- quantification du/des marché(s) (ventes, parts de marché);
- résultats de chaque équipe (économiques, financiers, marketing, production, humains, …);
- informations sur l'évolution des marchés, les attentes des clients ou consommateurs, comportements et décisions des concurrents, …

En 1985, Jean Lochard, professeur de gestion, créa le premier business game français sur Minitel puis Apple 2[réf. nécessaire]. Il rédiga de nombreux ouvrages sur la formation et la pédagogie (notamment la pédagogie à distance dès 1995) et a fondé l'entreprise "ipaje".
L'universitaire Raymond Gambini, l'un des pionniers en France[réf. nécessaire] dans le développement de logiciels de jeu d'entreprise  fondera dès les années 1980 la société d'édition de logiciels « Be Soft ».